# Ardisia anaclasta
Ardisia anaclasta är en viveväxtart som beskrevs av Benjamin Clemens Masterman Stone. Ardisia anaclasta ingår i släktet Ardisia och familjen viveväxter. Inga underarter finns listade i Catalogue of Life.